# Smash Cut
Smash Cut è un film del 2009 diretto da Lee Gordon Demarbre.

## Trama
April Carson, celebre annunciatrice che lavora per Fred Sandy, si rivolge all'investigatore privato Isaac Beaumonde per cercare la sorella scomparsa, di lavoro spogliarellista e nota con il nome d'arte di Gigi Spot.
Nel frattempo, Carson ottiene una parte in un film horror e scopre che il regista, Able Whitman, non solo è l'assassino della sorella, ma ha anche trasformato il suo cadavere in materiale di scena.
Whitman ha bisogno di altri corpi per continuare la realizzazione del film, e questo porta ad una nuova serie di omicidi. Nel frattempo, il detective Beaumonde continua ad indagare sul caso, che assume contorni sempre più raccapriccianti.

## Produzione
Il film, le cui riprese sono durate dal 9 maggio al 4 giugno 2008, è stato girato ad Ottawa, nella zona tra il Teatro Mayfair e Rockland.
I protagonisti della pellicola sono Sasha Grey, David Hess, Michael Berryman e Ray Sager. Questo film rappresenta per la Grey, ex-pornostar, il primo ruolo in un film non-pornografico.
Herschell Gordon Lewis, considerato il padre del genere splatter, appare all'inizio del film consigliando agli spettatori di "guardare se è necessario".
Gli investitori del film furono preoccupati che Smash Cut potesse venire ostacolato dalla Income Tax Amendments Act del 2006, che limitava i benefici fiscali per i film il cui contenuto fosse stato considerato discutibile dal governo federale.
Queste preoccupazioni erano accentuate dalla presenza nel cast di Sasha Grey, ma il regista Lee Demarbre rassicurò: "Non voglio fare un film porno. Voglio fare un film con Sasha Grey. Voglio portarla fuori dal genere porno".

## Presentazione
Il film fu presentato il 18 luglio 2009 al Fantasia Festival di Montréal.
Una seconda proiezione fu effettuata il 29 agosto a Londra durante il London Frightfest Film Festival. Le anteprime successive furono il 15 ottobre a Toronto ed il 20 novembre a Ottawa.